# Nørre Kirkeby Sogn
Nørre Kirkeby Sogn er et sogn i Falster Provsti (Lolland-Falsters Stift).
I 1800-tallet var Nørre Kirkeby Sogn anneks til Stadager Sogn. De dannede Stadager-Nørre Kirkeby sognekommune. Den blev senere opløst, og Nørre Kirkeby dannede sognekommune med Nørre Alslev Sogn. Alle 3 sogne hørte til Falsters Nørre Herred i Maribo Amt. Nørre Alslev-Nørre Kirkeby sognekommune blev ved kommunalreformen i 1970 indlemmet i Nørre Alslev Kommune, der ved strukturreformen i 2007 indgik i Guldborgsund Kommune.
I Nørre Kirkeby Sogn ligger Nørre Kirkeby Kirke.
I sognet findes følgende autoriserede stednavne:
- Bannerup (bebyggelse, ejerlav)
- Lommelev (bebyggelse, ejerlav)
- Nebøllegård (ejerlav, landbrugsejendom)
- Nørre Kirkeby (bebyggelse)
- Ravnstrup (bebyggelse, ejerlav)